# Cydosia majuscula
Cydosia majuscula är en fjärilsart som beskrevs av H. Edwards 1881. Cydosia majuscula ingår i släktet Cydosia och familjen nattflyn. Inga underarter finns listade i Catalogue of Life.